# She Came In Through the Bathroom Window
She Came In Through the Bathroom Window è un brano dei Beatles pubblicato sull'album Abbey Road come parte del celebre long medley.

## Descrizione
L'origine del brano è probabilmente legato alle Apple scruffs, fans che si stanziavano nei pressi degli studi della EMI o della Apple, o anche vicino alle case dei Beatles. Paul McCartney era quello più assediato. Con molte fan aveva rapporti amichevoli, ed una portava saltuariamente il cane Martha, al quale McCartney dedicò la canzone Martha My Dear, pubblicata sul White Album. Un giorno alcune entrarono in casa di Paul, e rubarono alcune foto ed alcuni vestiti, che McCartney in seguito recuperò. Oltre a questa versione, ne esistono altre due alternative: John Lennon ricorda che venne scritta quando lavorarono a New York per la formazione della Apple Corps nel 1968, e che una ragazza entrò dalla finestra del bagno; Lennon non esclude che potesse essere Linda Eastman, futura moglie di McCartney. Nel 2006 Mike Pinder, un tempo tastierista dei Moody Blues, raccontò che una seguace del suo gruppo entrò nella casa di Ray Thomas, il cantante ed il flautista del gruppo. Pinder e Thomas raccontarono al beatle l'accaduto, e subito egli si mise a comporre il brano. Il verso sul dipartimento di polizia potrebbe essere stato suggerito da Eugene Quits, un poliziotto che accompagnò McCartney in un successivo viaggio a New York a ottobre dello stesso anno.
Il brano presenta una struttura particolare: il bridge appare per la prima volta dopo una strofa, mentre la seconda dopo due. Le strofe sono in La maggiore, mentre il bridge in Mi maggiore.
Venne incisa come un unico brano assieme a Polythene Pam. Per il brano occorsero tre sessioni di registrazione. La prima fu il 25 luglio 1969: venne incisa la base ritmica su 39 nastri; il basso elettrico e la batteria vennero sovraincisi nuovamente. Il 28 luglio vennero sovraincise le percussioni, le tastiere, la voce e nuovamente le chitarre. Il nastro 39 venne ridotto sul 40 lo stesso giorno. Il 30 luglio vennero sovraincise nuovamente le percussioni, le voci ed una chitarra. Le sedute del 28 e del 30 avvennero nello Studio 3 degli Abbey Road Studios, mentre quella del 25 nello Studio 2. Il produttore delle sedute era George Martin, ed i fonici Geoff Emerick, Phil McDonald e John Kurlander.
Sull’Anthology 3 appare una versione, proveniente dalle Get Back Sessions, registrata il 22 gennaio 1969.

## Formazione
- Paul McCartney: voce raddoppiata, basso elettrico, pianoforte, piano elettrico, chitarra solista
- John Lennon: cori, chitarra ritmica acustica
- George Harrison: cori, chitarra solista
- Ringo Starr: batteria, tamburello, maracas, campanaccio[1]